# Сант-Андреа-делла-Валле

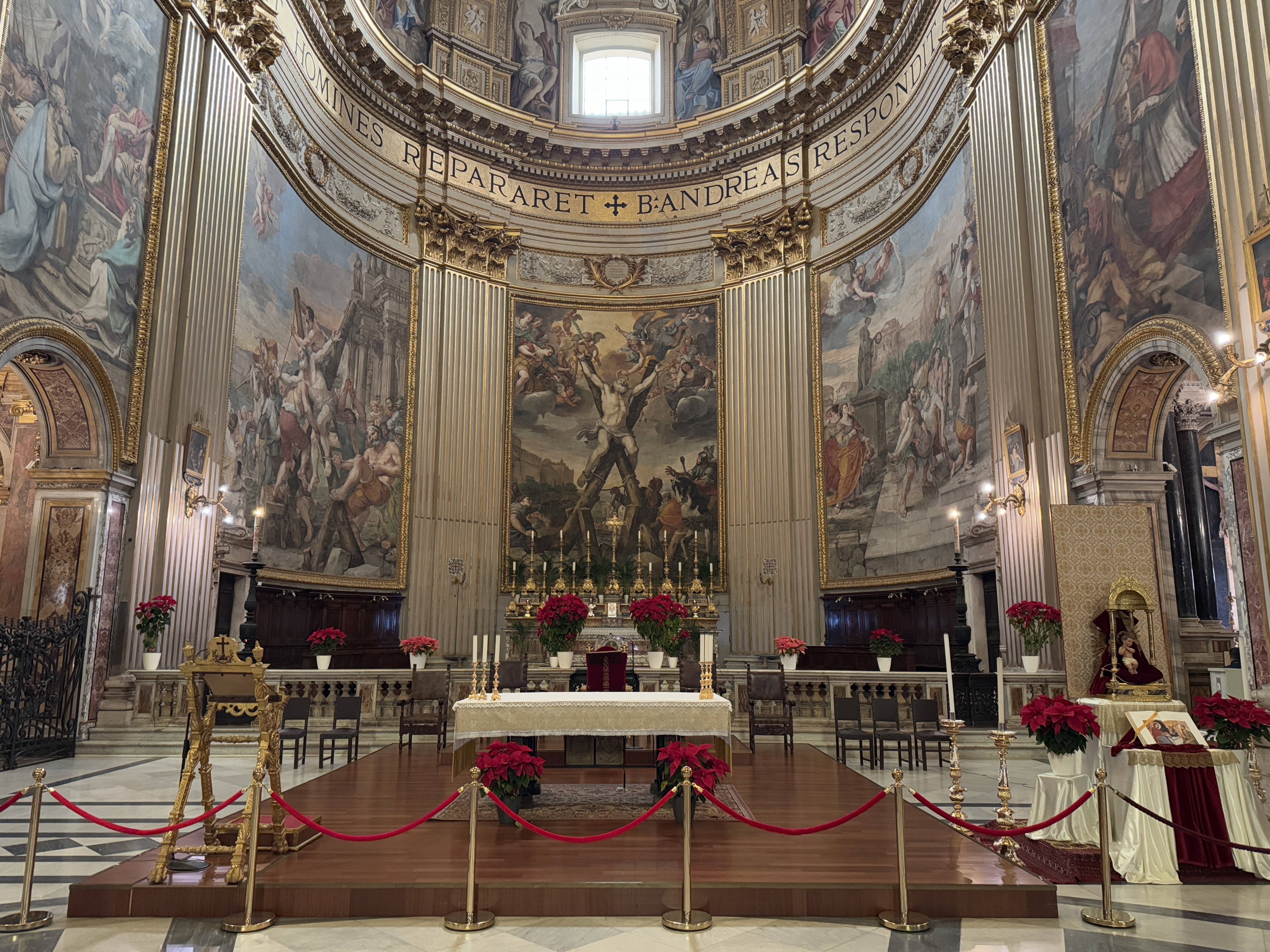
Алтарь Сант-Андреа-делла-Валле

Базилика Сант-Андре́а-де́лла-Ва́лле (итал. Sant’Andrea della Valle — «Церковь Святого Андрея в долине») — самая большая барочная церковь в Риме. Расположена на одной из центральных магистралей города — улице Виктора Эммануила II (Corso Vittorio Emanuele). С 12 марта 1960 года Сант-Андреа-делла-Валле является титулярной церковью.
Sant’Andrea делла Валле служит главной резиденцией религиозного ордена театинцев.

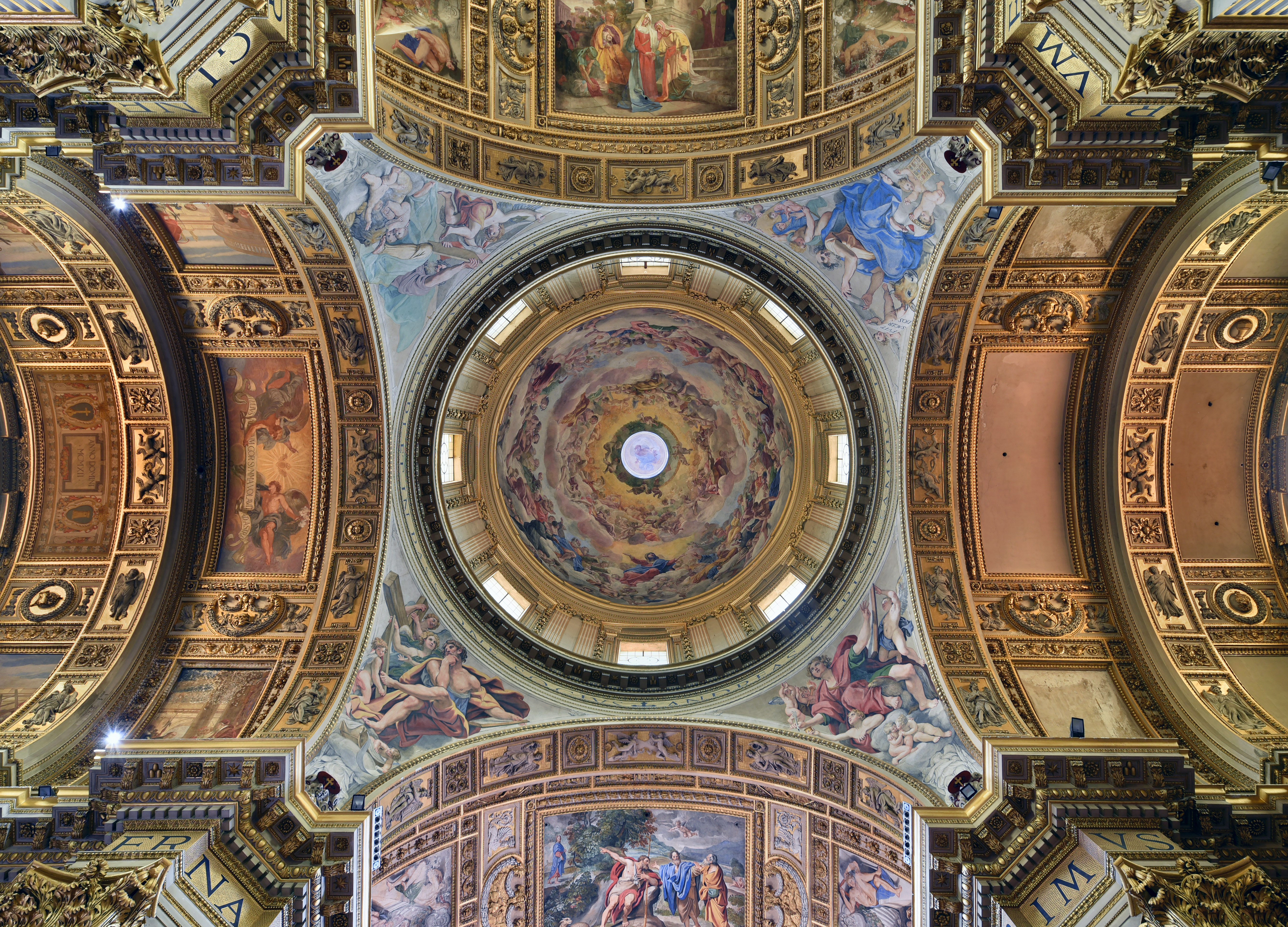
Роспись купола (Дж. Ланфранко) и пандативов (Доменикино)

## История церкви
Церковь строили начиная с 1591 года по проекту Джакомо делла Порта и Пьера Паоло Оливьери под патронатом кардинала Джезуальдо по обету и на средства покойной герцогини Амальфи. Донна Костанца Пикколомини д’Арагона, герцогиня Амальфи, потомок семьи Папы Пия II, завещала свой дворец и прилегающую церковь Сан-Себастьяно в центре Рима Театинскому ордену для строительства новой церкви. Поскольку покровителем Амальфи был Святой Андрей, церковь была освящена в его честь. Со смертью предыдущего патрона заботу о церкви принял кардинал Алессандро Перетти ди Монтальто, племянник папы Сикста V.
Большая часть строительных работ была осуществлена в 1609—1650 годах по проекту Карло Мадерна. Фасад (1661—1667) проектировал Карло Райнальди. Купол церкви Сант-Андреа создан по проекту К. Мадерна, долгое время был третьим по величине куполом в Риме после базилики Святого Петра и Пантеона.

## Интерьер
Интерьер церкви был завершен к 1650 году с некоторыми изменениями, внесёнными Франческо Гримальди. Роспись купола церкви Сант-Андреа стала одним из крупнейших заказов того времени. Работа оспаривалась двумя учениками братьев Карраччи в Болонской Академии: Джованни Ланфранко и Доменикино. В конце концов купол расписал Ланфранко. Над фреской «Прославление Рая» (1624—1625) работал Ланфранко — многофигурная динамичная композиция обнаруживает влияние творчества Корреджо (росписи в кафедральном соборе в Парме). Изображения четырёх евангелистов в пандативах — работа Доменикино (1627).
Росписи верхнего регистра апсиды «История Святого Андрея и добродетели» создавал в 1624—1628 годах Доменикино. В нижнем регистре, вокруг главного алтаря — пять больших картин на тему «Мучения Святого Андрея» (в центре: «Распятие») работы Маттиа Прети (1650—1651), созданные под влиянием стиля Караваджо и Ланфранко.

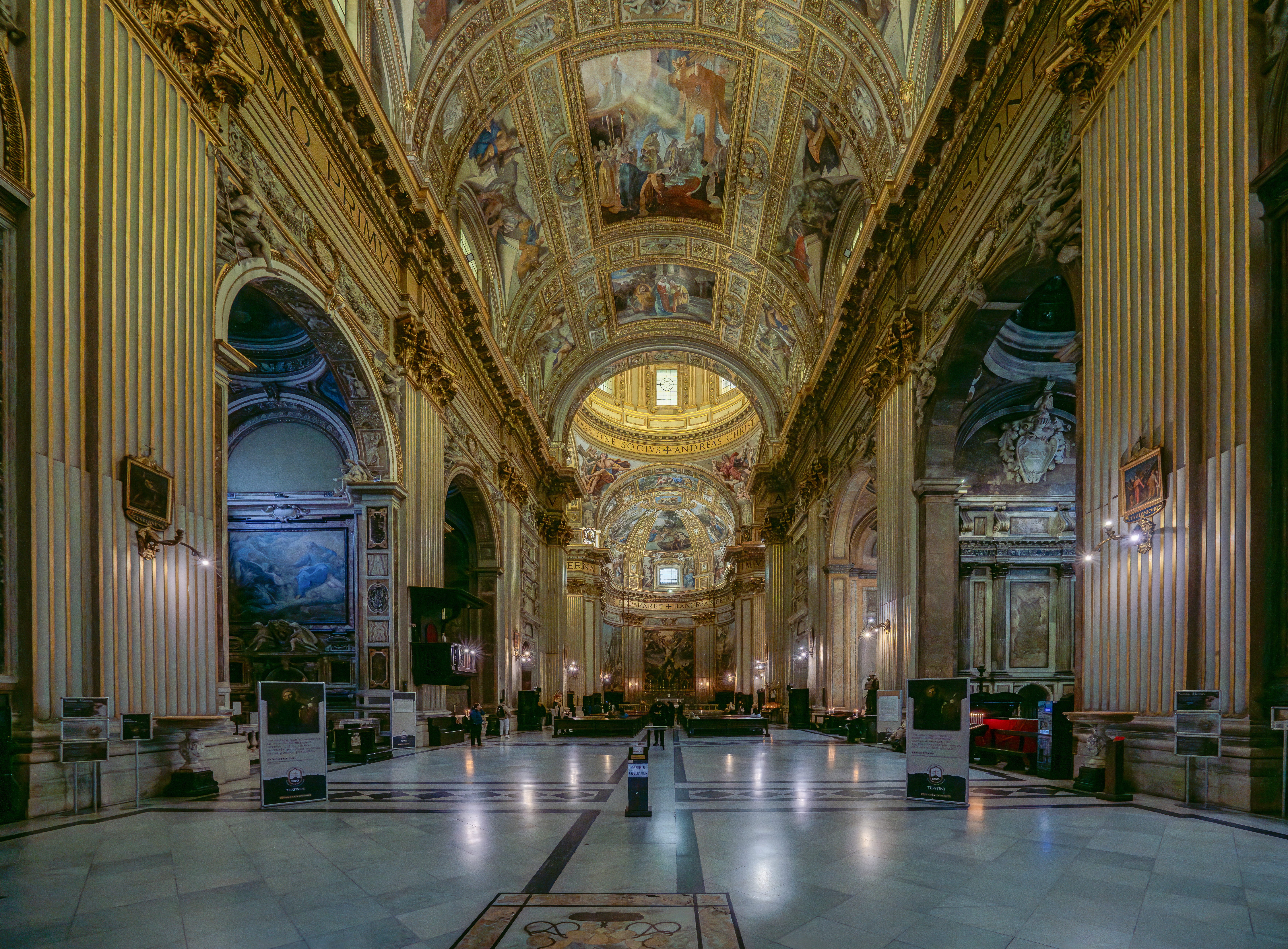
Интерьер храма

Скульптуру создавал Алессандро Альгарди. Особый интерес представляют боковые капеллы церкви. Капеллу Джинетти (первая справа) создал Карло Фонтана в 1670 году, скульптурный рельеф из белого мрамора с изображением ангела, призывающего Святую Семью к бегству в Египет, сделал в 1675 году Антонио Раджи.
Вторая капелла — Капелла Строцци, возможно, была спроектирована Микеланджело, или выполнена по его рисункам в 1616 году по заказу Леоне Строцци. В ней находятся скульптуры «Пьета», «Лия и Рахиль» (копии с оригиналов Микеланджело).
В 1670 году Карло Фонтана построил капеллу Ланчеллотти. Капелла Богоматери Святого Сердца (1887—1889) спроектирована Аристидом Леонори. В правом трансепте находится капелла святого Андрея Авеллино с алтарным образом работы Джованни Ланфранко (1625).
В правом трансепте расположены капеллы Распятия (1647) со старинным деревянным распятием и капеллой с надгробием монаха-театинца, кардинала Святого Джузеппе Мария Томази (1751).
По левой стороне главного нефа расположены капелла Мадонны делла Пурита (Мадонны Чистоты), святой покровительницы ордена театинцев. Алтарный образ Мадонны делла Пурита (1647) является копией неаполитанского живописца Алессандро Франчези с оригинала испанского художника Луиса де Моралеса в церкви Сан-Паоло Маджоре в Неаполе (1641).
Левый трансепт посвящен святому Каэтану (Гаэтану), основателю монашеского ордена театинцев. Алтарная картина с изображением святого Каэтана, поклоняющегося Мадонне с Младенцем (1770), написана Маттиа де Маре. Над входом в левую круглую капеллу находится надгробие Папы Пия II (1475), завершенное одним из последователей Андреа Бреньо в 1615 году. Интерес представляют и многие другие капеллы церкви.
Церковь Сант-Андреа-делла-Валле знаменита также тем, что именно в ней происходит действие первого акта оперы «Тоска» Дж. Джакомо Пуччини.
Римская церковь Сант-Андреа-делла-Валле стала образцом для строительства других церквей, таких как церковь ордена-театинцев в Мюнхене Театинеркирхе (церковь Святого Каэтана) и церковь иезуитов (костёл Святой Анны) в Кракове.
На площади перед церковью в 1937 году установили фонтан работы Карло Мадерна, который ранее находился на ныне разрушенной площади Скоссакавалли (Piazza Scossacavalli, другие названия: Piazza di San Clemente, Piazza di Trento).

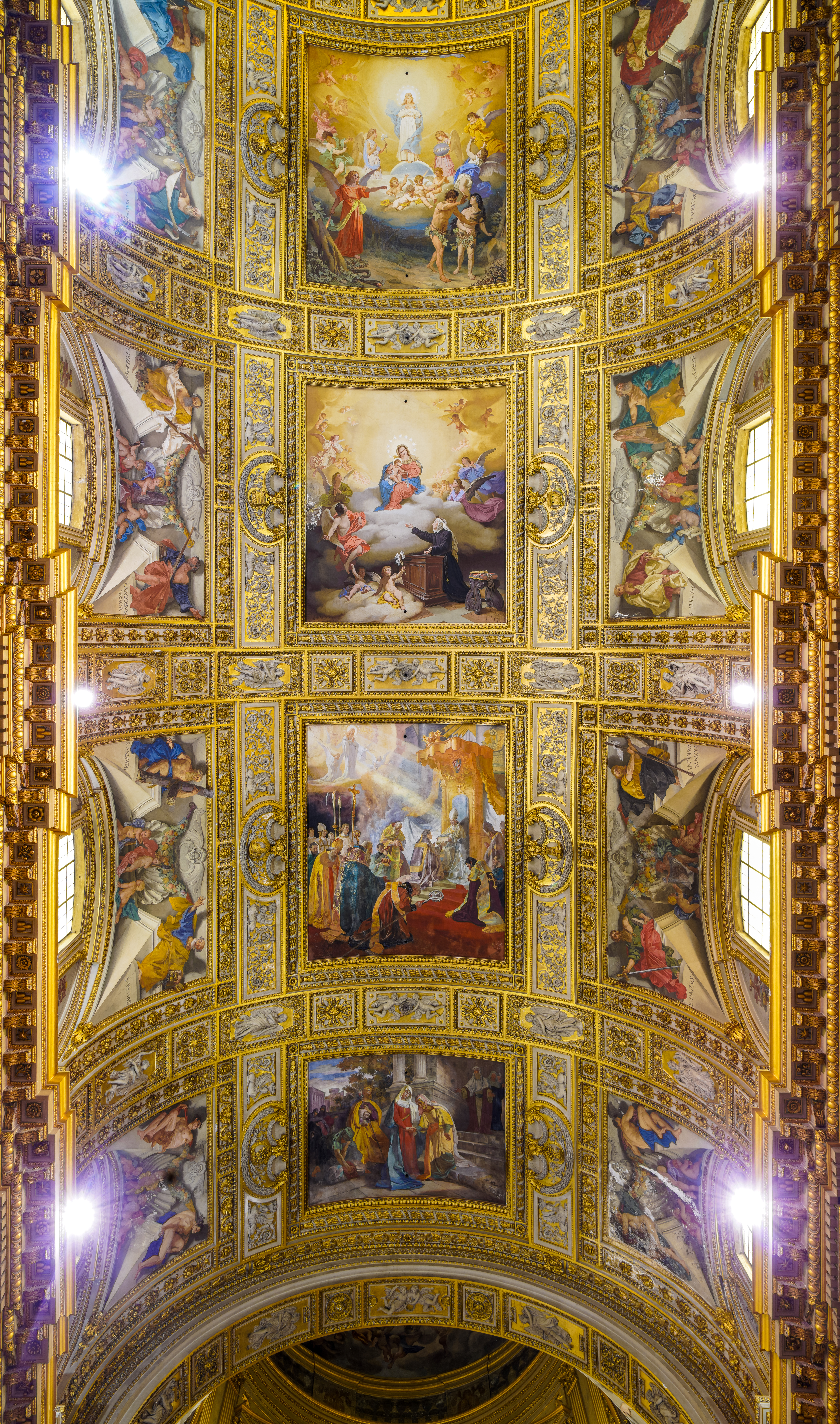
Роспись свода главного нефа

## Титулярная церковь
Церковь Сант-Андреа-делла-Валле является титулярной церковью, кардиналом-священником с титулом церкви Сант-Андреа-делла-Валле с 19 ноября 2016 года, является центральноафриканский кардинал Дьёдонне Нзапалаинга.